# رايان طومسون (لاعب كرة قدم)
رايان طومسون (بالإنجليزية: Ryan Thompson)‏ هو حارس مرمى كرة قدم جامايكي ، مواليد 7 يناير 1985م، ومثل منتخب جامايكا لكرة القدم في بطولة كوبا أمريكا 2015 التي أقيمت في تشيلي .

## روابط خارجية
- رايان طومسون على موقع قاعدة بيانات كرة القدم.إي يو (الإنجليزية)
- رايان طومسون على موقع ناشيونال فوتبول تيمز (الإنجليزية)
- رايان طومسون على موقع Soccerway.com (الإنجليزية)
- رايان طومسون على موقع AS.com (الإسبانية)